# Col Saint-Thomas
Pour les articles homonymes, voir Saint-Thomas.
Le col Saint-Thomas est un col situé dans le Massif central en France. Il se trouve entre les départements de la Loire et du Puy-de-Dôme, dans les monts du Forez, à une altitude de 930 mètres.

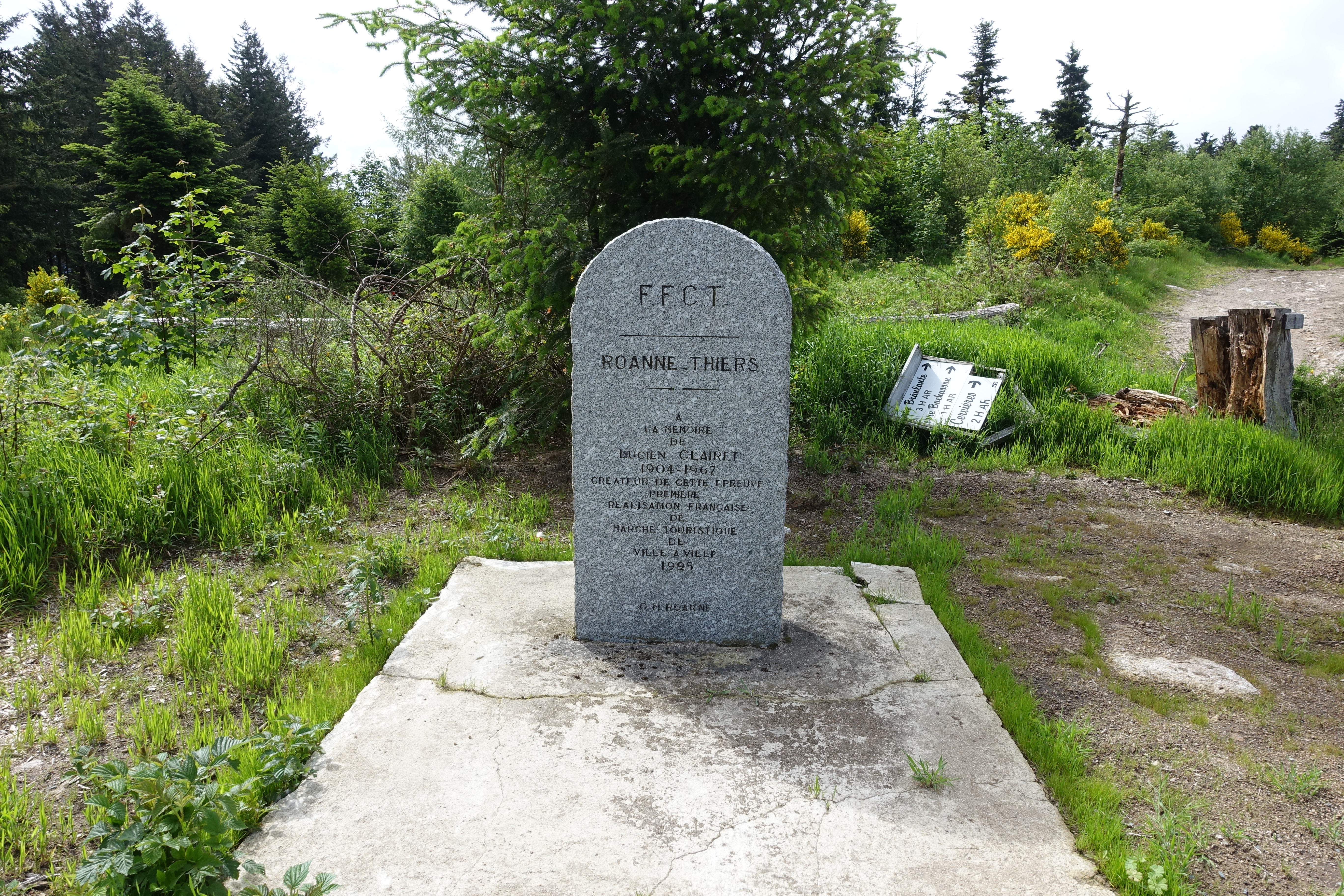
Stèle en hommage à Lucien Clairet.

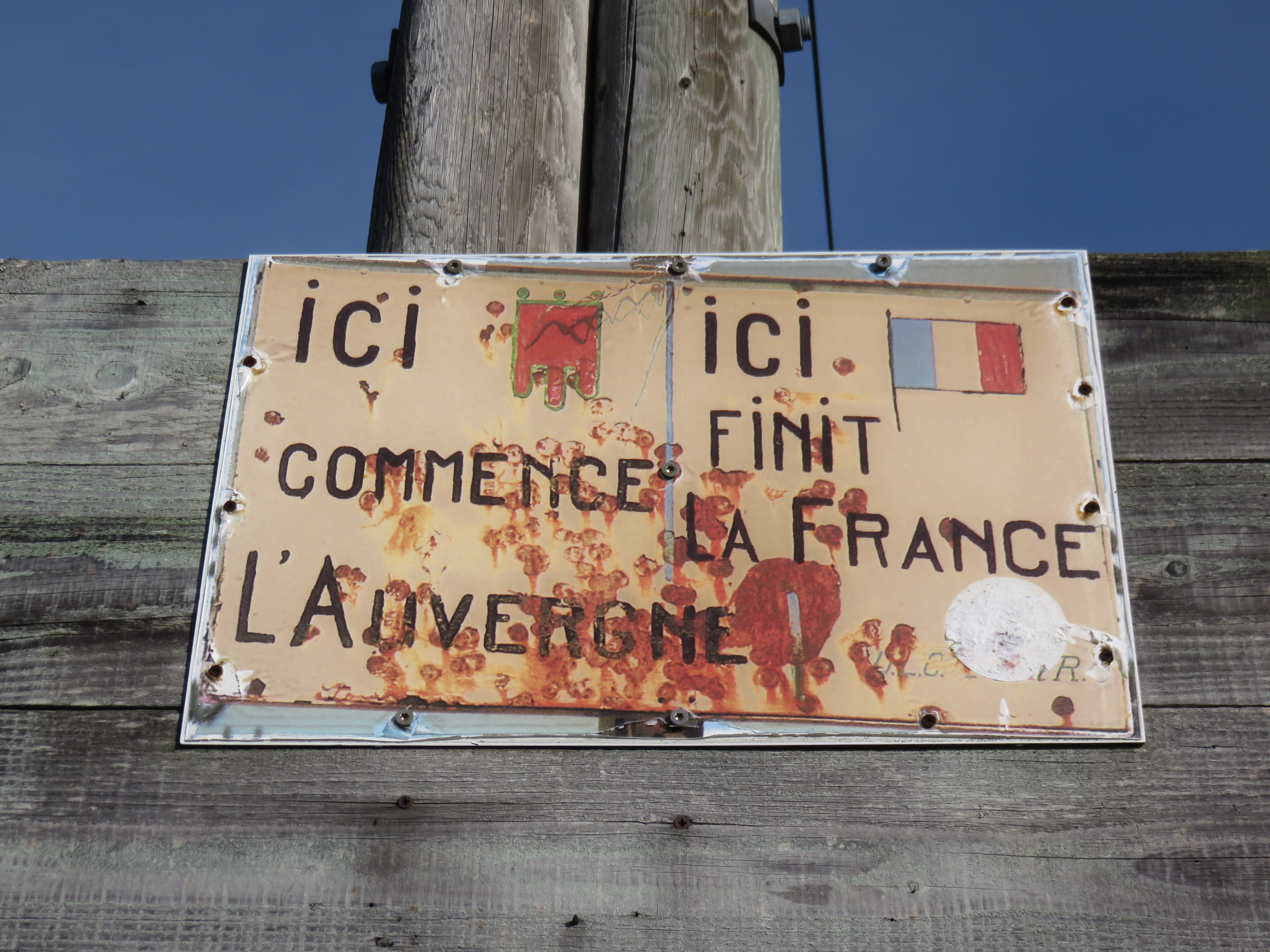
Plaque humoristique pour marquer la frontière auvergnate.

## Cyclisme
L'ascension du col Saint-Thomas est au programme de la 2e étape du Critérium du Dauphiné 2024, grimpé par Chabreloche et classé en deuxième catégorie.